# Sainte-Marie-Lapanouze
 Sainte-Marie-Lapanouze  là một xã thuộc tỉnh Corrèze trong vùng Nouvelle-Aquitaine miền trung Pháp.